# سیلیل انول اتر

ساختار عمومی سیلیل انول اترها که در آن R یک زنجیر جانبی است.

سیلیل انول اترها(به انگلیسی: Silyl enol ether) دسته‌ای از ترکیبات آلی هستند که در آن یک انولات از طریق پایانه اکسیژن خود به یک گروه آلی سیلیسم دار متصل می‌شود. این مواد در سنتز ترکیبات آلی به عنوان ماده میانی از اهمیت بالایی برخوردارند.